# Klara Zamenhof
Klara Zamenhof (Kaunas, 5 ottobre 1863 – Varsavia, 6 dicembre 1924) è stata un'esperantista polacca, moglie di L. L. Zamenhof e madre di Adamo, Lidia e Zofia Zamenhof.

## Biografia
Nata come Klara Silbernik (figlia di Aleksandr Silbernik e di Goda Mejerovna, sorella di Joseph Silbernik) in esperanto il suo cognome è talvolta scritto "Zilbernik".  Senza esitazione diede tutta la sua dote per la pubblicazione dell'Unua libro, nel 1887.
Klara Zamenhof fu per tutta la vita collaboratrice e assistente del marito, svolgendo spesso le sue mansioni amministrative e di segreteria. Anche dopo la morte del marito ella fu coinvolta attivamente nel movimento esperantista.
Tranne quello di San Francisco del 1915, ella partecipò a tutti i Congressi Universali di esperanto fino a quello di Vienna del 1924, che fu il suo ultimo incontro con la comunità esperantista.
Morì a 61 anni nel dicembre 1924 per un tumore al fegato ed è sepolta nel cimitero ebraico di Varsavia.
Suo fratello Joseph Silbernik è stato per molti anni un esperantista attivo negli Stati Uniti e un delegato dell'UEA.

## Galleria d'immagini

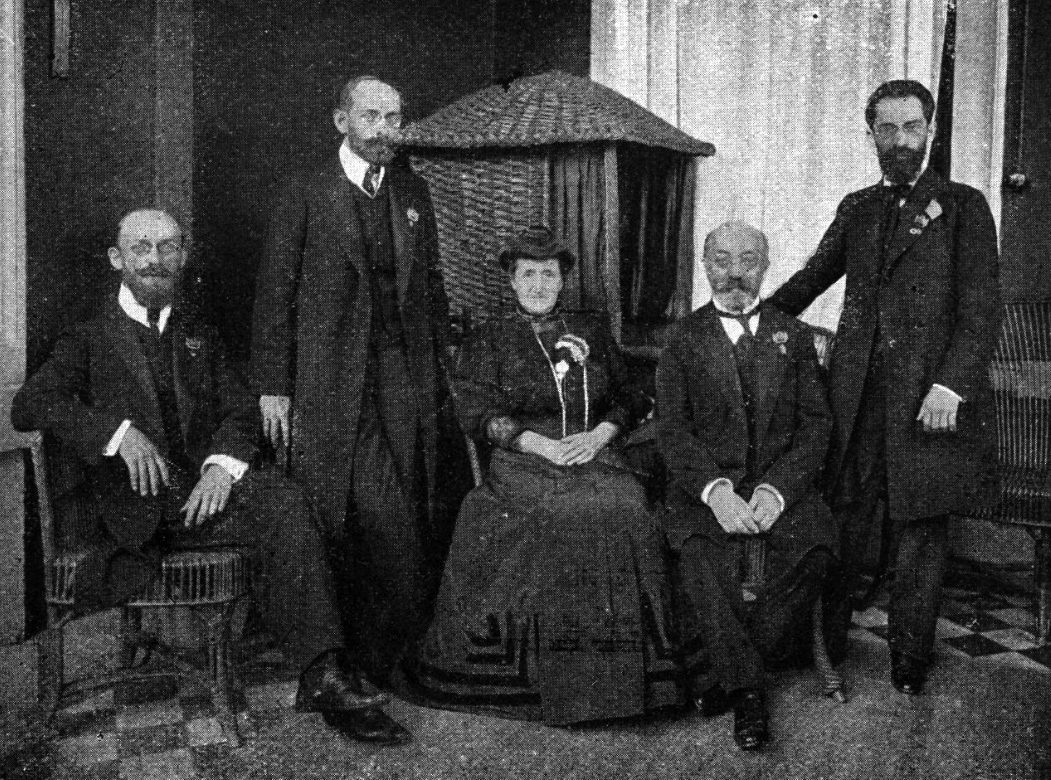
Foto della famiglia Zamenhof nel 1908
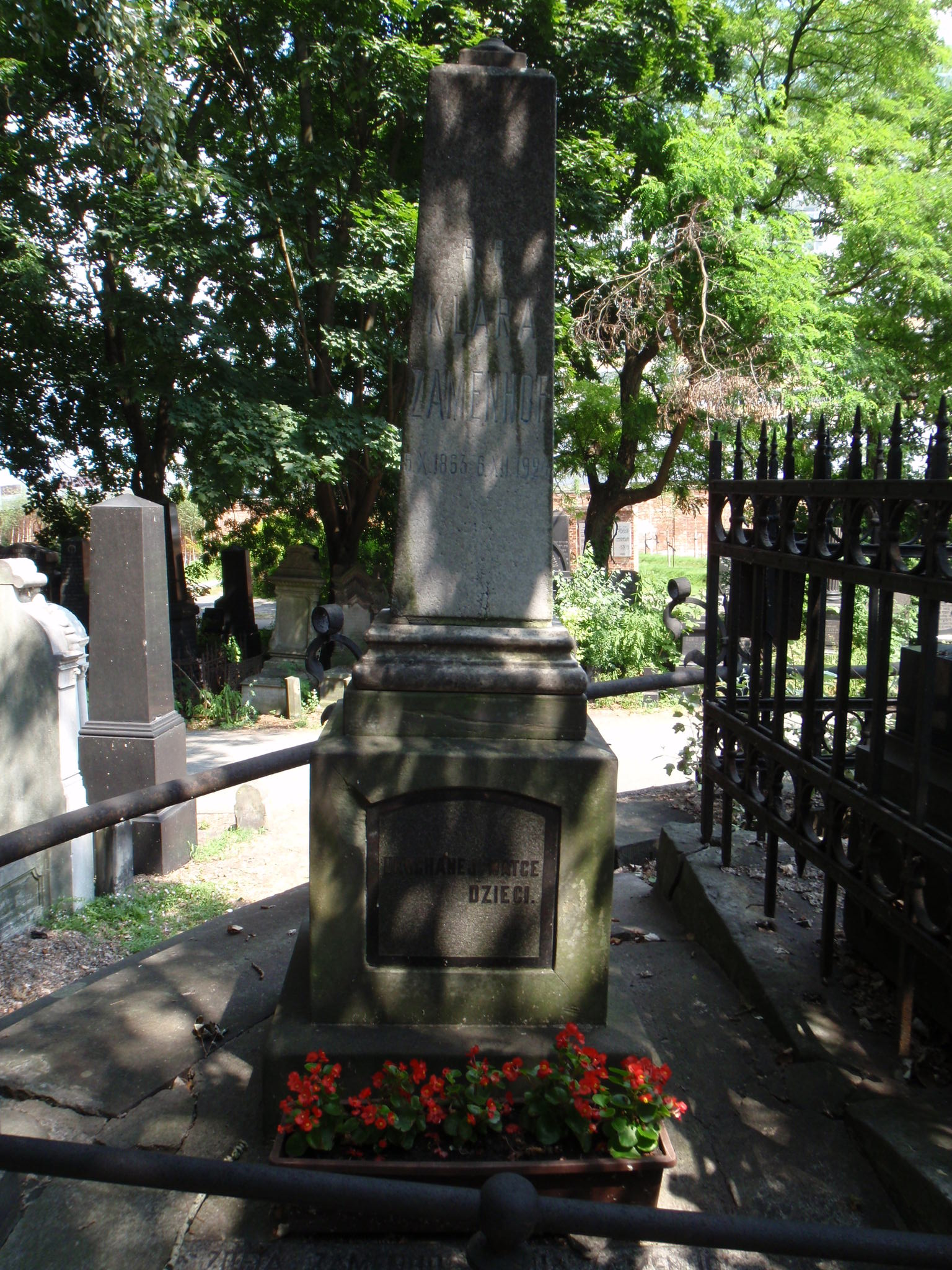
Tomba di Klara Zamenhof